# Frederick Pollock (3e baronnet)
Frederick Pollock (10 décembre 1845 - 18 janvier 1937) est un juriste anglais surtout connu pour son histoire du droit anglais avant l'époque d'Édouard Ier, écrit avec Frederic William Maitland, et sa correspondance de toute une vie avec le juge de la Cour suprême des États-Unis, Oliver Wendell Holmes. Il est un apôtre de Cambridge.

## Biographie
Il est le fils aîné de William Frederick Pollock, maître de la Cour de l'Échiquier, et de Juliet Creed, fille du révérend Harry Creed. Il est le petit-fils de Frederick Pollock (1er baronnet), lord baron en chef de l'Échiquier, l'arrière-neveu du maréchal George Pollock (1er baronnet), et le cousin germain d'Ernest Pollock (1er vicomte Hanworth), maître des rôles.
Il fait ses études au Collège d'Eton, où il est King's Scholar, et au Trinity College de Cambridge, où il est élu Fellow en 1868 (plus tard Honorable Fellow en 1920) ,. En 1871, il est admis au Barreau. Il écrit une série de manuels qui ont adopté une nouvelle approche de l'enseignement du droit anglais, notamment les principes du contrat en droit et en équité (1876) et le droit des délits (1887).
Plutôt que de s'appuyer sur des applications spécifiques du droit, ces travaux mettent l'accent sur les principes sous-jacents. Ils servent de modèles pour les futurs manuels et aident à moderniser l'enseignement juridique en anglais. Pollock enseigne à l'Université d'Oxford (1883–1903), en tant que Professeur Corpus de Jurisprudence. Il est professeur de common law aux Inns of Court (1884–1890) . Il est rédacteur en chef des Law Reports de 1895 à 1935. Il est le premier rédacteur en chef de la Law Quarterly Review, fondée en 1885 . Il est également, en 1894, le président de la Société des auteurs . Il est admis au Conseil privé en 1911. Il est élu trésorier de Lincoln's Inn en 1931.

## Famille
Pollock s'est marié le 13 août 1873 à Georgina Harriet Deffell (décédée le 30 mars 1935), fille de John Deffell . Ils ont deux enfants:
- Alice Isabella Pollock, née le 15 juin 1876, décédée le 28 juin 1953. Marié d'abord à l'église paroissiale St Marylebone de Londres le 19 novembre 1902 à Sydney Waterlow (1878-1944), diplomate et petit-fils de Sir Sydney Waterlow (1er baronnet). Ce mariage est annulé en 1912 et elle s'est remariée la même année avec le capitaine Orlando Cyprian Williams, MC, CB (décédé en 1967).
- John Pollock (4e baronnet) (1878–1963), un historien réputé, qui lui succède comme baronnet [5].

## Escrime
Avec son jeune frère Walter Herries Pollock, il participe à la première renaissance anglaise de l'escrime historique, menée par Alfred Hutton et ses collègues Egerton Castle, le capitaine Carl Thimm, le colonel Cyril Matthey, le capitaine Percy Rolt, le capitaine Ernest George Stenson Cooke, le capitaine Frank Herbert Whittow .

## Travaux
- Les principes du contrat (1876)
- Le droit des délits (1887)
- Principales affaires rédigées en anglais (1876)
- Spinoza, sa vie et sa philosophie (1880)
- Histoire du droit anglais avant l'époque d'Édouard Ier (1895, avec Frederic William Maitland)
- Un premier livre de jurisprudence pour les étudiants de la common law (1896)
- Encyclopédie des lois d'Angleterre avec formes et précédents (1907, avec Sir Alexander Wood Renton & Maxwell Anderson Robertson)
- Pour mon petit-fils (1933)